# ATP de Indianápolis
O ATP de Indianápolis (também conhecido como Indianapolis Tennis Championships, para fins de patrocínio), foi um torneio profissional de tênis masculino disputado em quadra dura, entre 1988 a 2009, em Indianápolis, nos Estados Unidos. Foi sucedido pelo ATP de Atlanta.

## Finais

### Simples
| Ano  | Campeão          | Vice-campeão        | Resultado                 |
| ---- | ---------------- | ------------------- | ------------------------- |
| 2009 | Robby Ginepri    | Sam Querrey         | 6–2, 6–4                  |
| 2008 | Gilles Simon     | Dmitry Tursunov     | 6–4, 6–4                  |
| 2007 | Dmitry Tursunov  | Frank Dancevic      | 6–4, 7–5                  |
| 2006 | James Blake      | Andy Roddick        | 4–6, 6–4, 7–65            |
| 2005 | Robby Ginepri    | Taylor Dent         | 4–6, 6–0, 3–0, ab.        |
| 2004 | Andy Roddick     | Nicolas Kiefer      | 6–2, 6–3                  |
| 2003 | Andy Roddick     | Paradorn Srichaphan | 7–62, 6–4                 |
| 2002 | Greg Rusedski    | Félix Mantilla      | 6–7, 6–4, 6–4             |
| 2001 | Patrick Rafter   | Gustavo Kuerten     | 4–2, ab.                  |
| 2000 | Gustavo Kuerten  | Marat Safin         | 3–6, 7–6 (7–2), 7–6 (7–2) |
| 1999 | Nicolás Lapentti | Vincent Spadea      | 4–6, 6–4, 6–4             |
| 1998 | Àlex Corretja    | Andre Agassi        | 2–6, 6–2, 6–3             |
| 1997 | Jonas Björkman   | Carlos Moyà         | 6–3, 7–6                  |
| 1996 | Pete Sampras     | Goran Ivanišević    | 7–6, 7–5                  |
| 1995 | Thomas Enqvist   | Bernd Karbacher     | 6–4, 6–3                  |
| 1994 | Wayne Ferreira   | Olivier Delaître    | 6–2, 6–1                  |
| 1993 | Jim Courier      | Boris Becker        | 7–5, 6–3                  |
| 1992 | Pete Sampras     | Jim Courier         | 6–4, 6–4                  |
| 1991 | Pete Sampras     | Boris Becker        | 7–6, 3–6, 6–3             |
| 1990 | Boris Becker     | Peter Lundgren      | 6–3, 6–4                  |
| 1989 | John McEnroe     | Jay Berger          | 6–4, 4–6, 6–4             |
| 1988 | Boris Becker     | John McEnroe        | 6–4, 6–2                  |

### Duplas
| Ano  | Campeões                             | Vice-campeões                    | Resultado        |
| ---- | ------------------------------------ | -------------------------------- | ---------------- |
| 2009 | Ernests Gulbis Dmitry Tursunov       | Ashley Fisher Jordan Kerr        | 6–4, 3–6, [11–9] |
| 2008 | Ashley Fisher Tripp Phillips         | Scott Lipsky David Martin        | 3–6, 6–3, [10–5] |
| 2007 | Juan Martín del Potro Travis Parrott | Teimuraz Gabashvili Ivo Karlović | 3–6, 6–2, [10–6] |
| 2006 | Bobby Reynolds Andy Roddick          | Paul Goldstein Jim Thomas        | 6–4, 6–4         |
| 2005 | Paul Hanley Graydon Oliver           | Simon Aspelin Todd Perry         | 6–2, 3–1, ab.    |
| 2004 | Jordan Kerr Jim Thomas               | Wayne Black Kevin Ullyett        | 56–7, 7–63, 6–3  |
| 2003 | Mario Ančić Andy Ram                 | Diego Ayala Robby Ginepri        | 2–6, 7–63, 7–5   |
| 2002 | Mark Knowles Daniel Nestor           | Mahesh Bhupathi Max Mirnyi       | 4–6, 7–6, 6–4    |
| 2001 | Mark Knowles Brian MacPhie           | Mahesh Bhupathi Sébastien Lareau | 7–6, 6–3         |
| 2000 | Lleyton Hewitt Sandon Stolle         | Jonas Björkman Max Mirnyi        | 7–6, 4–6, 7–6    |
| 1999 | Paul Haarhuis Jared Palmer           | Olivier Delaître Leander Paes    | 6–3, 6–4         |
| 1998 | Jiří Novák David Rikl                | Mark Knowles Daniel Nestor       | 7–5, 4–6, 6–1    |
| 1997 | Michael Tebbutt Mikael Tillström     | Jonas Björkman Nicklas Kulti     | 7–6, 7–5         |
| 1996 | Jim Grabb Richey Reneberg            | Petr Korda Cyril Suk             | 6–0, 7–5         |
| 1995 | Mark Knowles Daniel Nestor           | Scott Davis Todd Martin          | 6–3, 7–5         |
| 1994 | Todd Woodbridge Mark Woodforde       | Jim Grabb Richey Reneberg        | 6–4, 6–2         |
| 1993 | Scott Davis Todd Martin              | Ken Flach Rick Leach             | 3–6, 6–3, 6–2    |
| 1992 | Jim Grabb Richey Reneberg            | Grant Connell Glenn Michibata    | 4–6, 6–2, 7–6    |
| 1991 | Ken Flach Robert Seguso              | Kent Kinnear Sven Salumaa        | 6–4, 6–3         |
| 1990 | Scott Davis David Pate               | Grant Connell Glenn Michibata    | 4–6, 6–2, 6–2    |
| 1989 | Pieter Aldrich Danie Visser          | Peter Doohan Laurie Warder       | 7–5, 7–6         |
| 1988 | Rick Leach Jim Pugh                  | Ken Flach Robert Seguso          | 4–6, 6–3, 6–4    |